# 토머스 체크
토머스 로버트 체크(영어: Thomas Robert Cech, 1947년 12월 8일 ~ )는 미국의 분자생물학자이자 생화학자이다. 1989년에 RNA의 촉매 작용을 발견한 공로로 시드니 올트먼과 함께 노벨 화학상을 수상했다.

## 연구 및 업적
그의 주요 연구 분야는 세포핵에서의 전사 과정이다. 그는 DNA의 유전 코드가 RNA로 전사되는 방식을 연구했다. 1970년대에 그는 단세포 생물인 테트라히메나 테르모필라에서 RNA 스플라이싱을 연구하던 중, 미처리 RNA 분자가 스스로 스플라이싱할 수 있다는 사실을 발견했다. 1982년, 그는 RNA 분자가 유전 정보의 수동적 운반체로 제한되지 않는다는 사실을 처음으로 증명하였다. 또한 그는 RNA 분자는 촉매 기능을 가질 수 있으며, 세포 반응에 관여할 수 있다는 사실을 증명했다. 특히 RNA 처리 반응과 리보솜에서의 단백질 합성은 RNA에 의해 촉매된다. RNA 효소는 리보자임으로 알려져 있으며 유전자 기술에 새로운 도구를 제공했다. 또한 새로운 치료제를 제공했다. 예를 들어 바이러스가 침입하면, RNA를 파괴하고 절단할 수 있다.
그는 두 번째로 염색체 끝을 보호하는 구조인 텔로미어에 대한 것을 연구했다. 텔로미어는 DNA가 복제될 때마다 짧아지고 다시 길어져야 한다. 그는 텔로미어 서열을 복사하여 길게 만드는 효소인 텔로머레이스를 연구했다. 텔로머레이스의 활성 부위 단백질 소단위는 이전에 바이러스와 전이 요소에만 제한된다고 생각했던 효소인 새로운 종류의 역전사 효소를 구성한다. 텔로머레이스는 인간 암의 90%에서 활성화되므로, 이 효소의 활동을 억제하는 약물이 암 치료에 유용할 수 있다.